# Rachael Leigh Cook
Rachael Leigh Cook   (Minneapolis, 4 d'octubre de 1979) és una actriu i productora de cinema estatunidenca.

## Biografia

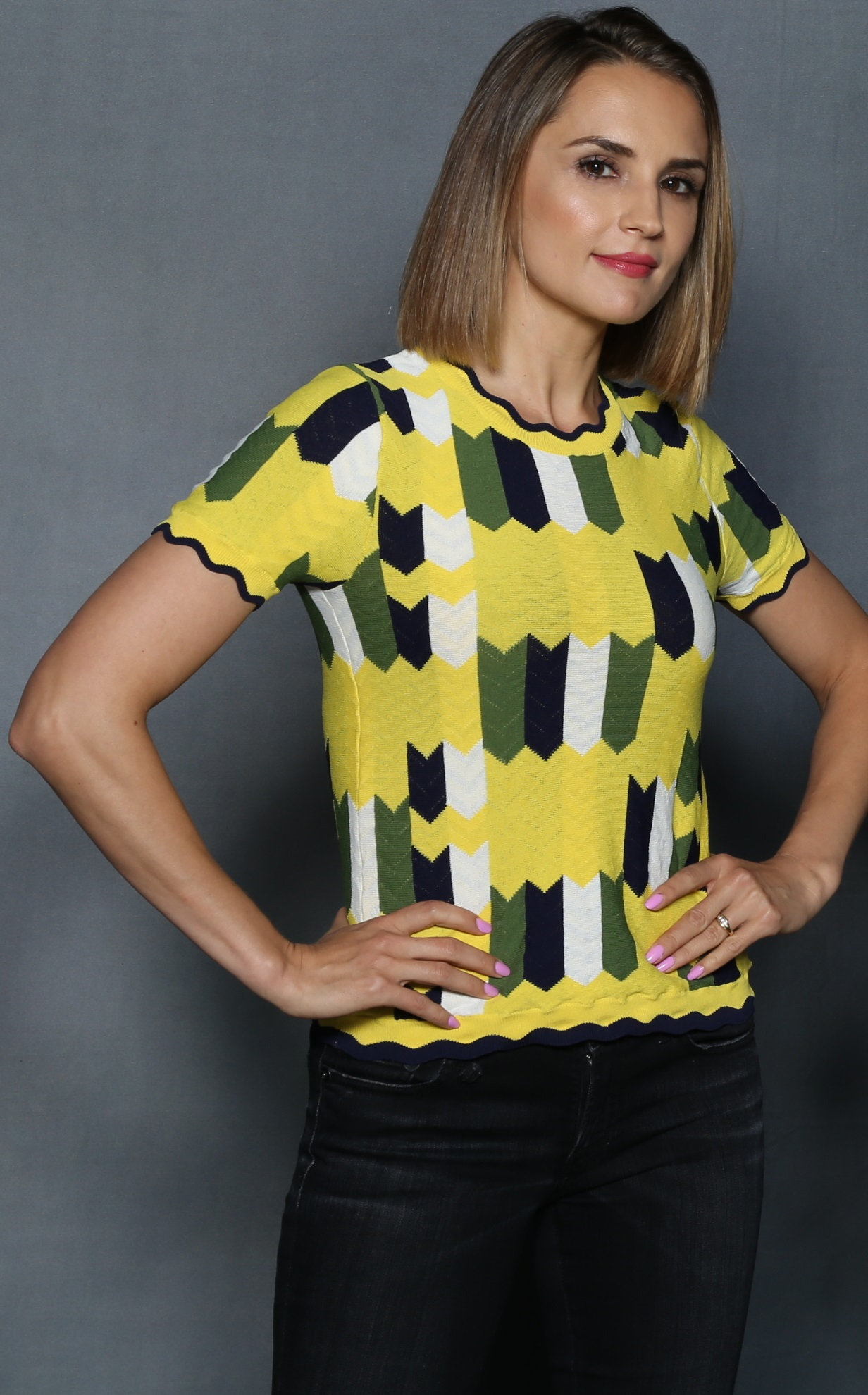
Rachael Leigh Cook

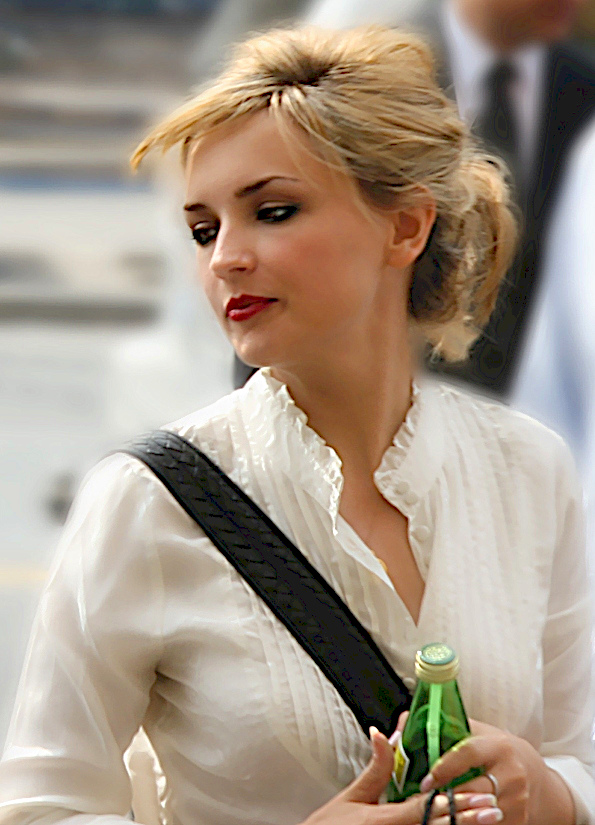
Rachael Leigh Cook al Festival Internacional de Cinema de Toronto de 2007.

### Infància
Rachael Leigh Cook va néixer el 4 d'octubre de 1979 a Minneapolis, Minnesota. Es va graduar a Laurel Springs School el 1998.
Encara que molt tímida quan era jove, Rachael va aconseguir el seu primer paper quan tenia uns set anys sense dir ni una paraula a l'escenari. Va ser un missatge de servei públic i d'encoratjament per als adults per convertir-se en pares d'acollida. Al voltant dels deu anys, Rachael va començar a fer de model. Amb l'ajuda dels seus pares, agafa un agent amb el qual desenvolupa el seu talent. També apareix en musicals escolars.

### Família
Rachael va ser model primer per a anuncis locals a la zona de Minnesota i després per a anuncis nacionals. Va fer de model per a anuncis durant uns quatre anys. La Rachael viu a Minnesota des de fa diversos anys amb els seus pares, el seu germà petit Ben, de cinc anys, dos gats i un gos.

### Carrera
La seva carrera d'actriu va començar amb anuncis i un paper al curtmetratge independent 26 Summer Street. Aleshores, Rachael va fer 11 pel·lícules en només 3 anys, entre elles Carpool, Living Out Loud i The Hairy Bird.
Entre les pel·lícules que Rachael ha protagonitzat hi ha una pel·lícula independent, The Bumblebee Flies Anyway, un drama hospitalari per a adolescents protagonitzat per Elijah Wood i The Naked Man, una comèdia de lluita lliure, el guió de la qual va ser coescrit per Ethan Coen.
També va obtenir el 1er paper a la pel·lícula Blonde Ambition, que es considera brillant i de culte per la seva escriptura, així com per les nombroses referències que conté

### Vida personal
Des de desembre de 2001, Rachael és la companya de l'actor neozelandès Daniel Gillies. Junts tenen dos fills: una filla, anomenada Charlotte Easton (nascuda el 28 de setembre de 2013) i un fill, anomenat Theodore Vigo Sullivan (nascut el 4 d'abril de 2015).
El juny de 2019, després de 15 anys de matrimoni, anuncien a través de Twitter, la seva separació de comú acord.

## Filmografia

### Com a actriu

#### Cinema
- 1995: The Baby-Sitters Club de Melanie Mayron: Mary Anne Spier
- 1995: Tom and Huck de Peter Hewitt: Becky Thatcher
- 1996: 26 Summer Street de Steve Erik Larson (curtmetratge): La noia
- 1996: Carpool d'Arthur Hiller: Kayla
- 1997: The House of Yes de Mark Waters: jove Jackie-O
- 1998: The Eighteenth Angel de William Bindley: Lucy Stanton
- 1998: The Hairy Bird de Sarah Kernochan: Abigail" Abby » Sawyer
- 1998: The Naked Man de J. Todd Anderson: Delores
- 1998: Living Out Loud de Richard LaGravenese: Judith adolescent
- 1999: The Hi-Line de Ron Judkins: Vera Johnson
- 1999: Algú com tu (She's All That) de Robert Iscove: Laney Boggs
- 1999: The Bumblebee Flies Anyway de Martin Duffy: Cassie
- 2000: Sally de David Goldsmith: Beth
- 2000: Get Carter: Assassí implacable de Stephen T. Kay: Doreen
- 2000: Batman Beyond: Return of the Joker de Curt Geda: Chelsea Cunningham (veu)
- 2001: Antitrust de Peter Howitt: Lisa Calighan
- 2001: Blow Dry de Paddy Breathnach: Christina Robertson
- 2001: Josie and the Pussycats de Harry Elfont: Josie McCoy
- 2001: Texas Rangers de Steve Miner: Caroline Dukes
- 2001: Tangled de Jay Lowi: Jenny Kelley
- 2002: 29 Palms de Leonardo Ricagni: La cambrera
- 2003: Scorched de Gavin Grazer: Shmally
- 2003: Bookies de Mark Illsley: Caçador
- 2003: 11:14 per Greg Marcks: Cheri
- 2003: The Big Empty de Steve Anderson: Ruthie
- 2003: Tempo d'Eric Styles: Jenny Traville
- 2004: Stateside de Reverge Anselmo: Dori Lawrence
- 2004: American Crime de Dan Mintz: Jesse St. Claire
- 2006: My First Wedding de Laurent Firode: Vanessa
- 2007: Nancy Drew d’Andrew Fleming: Jane Brighton
- 2007: Blonde Ambition de Scott Marshall: Haley
- 2007: All Hat de Leonard Farlnger: Chrissie Nugent
- 2009: Falling Up de David M. Rosenthal: Caitlin O'Shea
- 2009: The Lodger de David Ondaatje: Amanda
- 2010: Broken Kingdom de Daniel Gillies: Marilyn
- 2011: Vampir de Shunji Iwai: Laura King
- 2013: Red Sky de Mario Van Peebles: Karen Brooks
- 2020: Love, GuaranteedMark Steven Johnson: Susan Whitaker
- 2021: És massa bo: Anna Sawyer
- 2023: A Tourist's Guide to Love de Steven Tsuchida: Amanda Riley

#### Sèries de televisió
- 1999: En Dawson creix (Dawson's Creek): Devon (3 episodis)
- 2000: Batman Beyond (Batman Beyond): Chelsea Cunningham (veu, 2 episodis)
- 2004: Fearless de Blair Hayes: Gaia Moore (episodi pilot d'una sèrie de televisió cancel·lada)
- 2005: Into the West: Clara Wheeler
- 2005: Las Vegas: Penny Posin (5 episodis)
- 2008: Ghost Whisperer: Grace Adams
- 2009-2010: Psych: Abigail Lytar (6 episodis)
- 2012-2015: Perception: Kate Moretti (39 episodis)
- 2020: Criminal Minds: Maxine (2 episodis)

#### Telefilms
- 1997: Country Justice de Graeme Campbell: Emma Baker
- 1997: True Women de Karen Arthur: Georgia Lawshe jove
- 1997: The Defenders: Payback d'Andy Wolk: Tracey Lane
- 2011: Stealing Paradise de Tristan Dubois: Amanda Collier
- 2012: Left to Die de Leon Ichaso: Tammi Chase
- 2016: Summer Love: Maya Sulliway
- 2013: Revenge: Kara Wallace
- 2016: Autumn in the Vineyard de Scott Smith: Frankie Baldwin
- 2017: Summer in the Vineyard de Martin Wood: Frankie Baldwin
- 2017: Frozen in Love de Scott Smith: Mary Campbell
- 2019: Valentine in the Vineyard de Terry Ingram: Frankie Baldwin
- 2019: Lisa on Demand: ella mateixa
- 2019: A Blue Ridge Mountain Christmas de David Winning: Willow Petersen
- 2020: Cross Country Christmas: Lina Gordon

### Com a productora
- 2001: Tangled de Jay Lowi: productora
- 2011: Kingdom Come (documental): productora
- 2012: Broken Kingdom: productora executiva
- 2016: Autumn in the Vineyard: productora executiva
- 2017: Summer in the Vineyard : productora executiva
- 2018: Frozen in Love: productora executiva
- 2019: Valentine in the Vineyard: productora executiva
- 2019: A Blue Ridge Mountain Christmas: productora executiva
- 2020: Love, Guaranteed: productora
- 2020: Cross Country Christmas: productora executiva